# نخستین جشنواره سینمایی سپاس
در سال ۱۳۴۸ نخستین دورهٔ جشنوارهٔ سپاس، که با ابتکار علی مرتضوی بنیان گذارده شده بود، برگزار شد. در ابتدای کار، دادن جوایز با رای‌گیری انجام می‌گرفت و بهترین‌های سال بر اساس رای خوانندگان مطبوعات انتخاب می‌شدند که در نخستین دوره نزدیک به سی هزار نفر در این اظهار نظر با نظر سنجی از حدود ۳۰ هزار نفر خوانندگان مجلهٔ فیلم و هنر پنج تندیس سپاس اهدا شد. مراسم اهدای تندیس‌ها در روز سه‌شنبه سیزدهم خرداد ۱۳۴۸ در سینما کاپری برگزار شد.

## فیلم‌ها
- بر آسمان نوشته (سیامک یاسمی)
- تنگه اژدها (سیامک یاسمی)
- سلطان قلب‌ها (محمدعلی فردین)
- غروب بت‌پرستان (اسماعیل کوشان)

## برگزیدگان
برگزیدگان نخستین دوره جشنواره سپاس به شرح زیر بودند:
- بهترین فیلم: مهدی میثاقیه برای تهیه‌کنندگی سلطان قلب‌ها
- بهترین کارگردان: سیامک یاسمی برای تنگه اژدها
- بهترین هنرپیشه مرد: محمدعلی فردین برای سلطان قلب‌ها
- بهترین هنرپیشه زن: فروزان برای تنگه اژدها
- بهترین فیلم‌برداری: محمود کوشان برای غروب بت‌پرستان و یوسف و زلیخا